# Samantha Crawford
Samantha Crawford (Atlanta, 18 febbraio 1995) è una tennista statunitense.

## Biografia

### Origini e formazione
Nata ad Atlanta, all'età di dieci anni ha vissuto quasi un anno in Cina, paese di origine della madre Hong, che ha introdotto Samantha al tennis all'età di 4 anni. Nel 2022 ha conseguito una laurea alla Florida University.

### Carriera
Nel circuito juniores vince un totale di quattro titoli, due nel singolare e due nel doppio raggiungendo la trentasettesima posizione nel ranking.
Fa il suo esordio nel circuito WTA agli US Open 2011 dove entra nel tabellone del doppio femminile grazie ad una wild-card insieme a Madison Keys. L'esordio non è dei migliori infatti vengono sconfitte nettamente dalle teste di serie numero sei, Mirza-Vesnina.
Agli US Open 2012 ottiene una wild-card per le qualificazioni del singolare e qui supera le più esperte Irina Chromačëva e Eléni Daniilídou guadagnandosi l'accesso al tabellone principale. Al primo turno le viene assegnata come avversaria la giovane promessa inglese Laura Robson che ha la meglio in due set.
Nella stessa edizione partecipa a tutti gli eventi possibili, prende parte al torneo di doppio, sempre grazie ad una wild-card, insieme a Alexandra Kiick venendo sconfitta al primo turno. Scende in campo nel doppio misto con Mitchell Krueger e anche in questo caso la wild-card assegnatale non le permette di superare il primo turno. Nei tornei Junior ottiene una wild-card per il singolare ragazze dove riesce a sorpresa a vincere il torneo, superando ben cinque teste di serie diverse e sconfiggendo in finale Anett Kontaveit per 7-5, 6-3. Nel doppio ragazze si ferma al secondo turno insieme ad Alexandra Kiick. In totale ha partecipato a cinque specialità diverse, tre riservati ai professionisti senza ottenere vittorie e due riservati alla categorie juniores.
Nel gennaio 2016 raggiunge le semifinali del torneo WTA Premier di Brisbane perdendo contro Viktoryja Azaranka. Nel corso del torneo batte Priscilla Hon, Belinda Bencic e Andrea Petković. Dopo un primo ritiro nel 2017 a causa dei continui problemi legati al ginocchio sinistro, decide di tornare a giocare nel 2022 in seguito ad una lunga riabilitazione dopo ben quattro interventi chirurgici. Nello stesso anno raggiunge due semifinali e una semifinale a livello ITF.

## Statistiche ITF

### Singolare

#### Vittorie (1)
| Torneo $100.000 (0) |
| Torneo $80.000 (0)  |
| Torneo $75.000 (0)  |
| Torneo $60.000 (0)  |
| Torneo $50.000 (1)  |
| Torneo $25.000 (0)  |
| Torneo $15.000 (0)  |
| Torneo $10.000 (0)  |

| N. | Data             | Torneo                                    | Superficie | Avversaria in finale | Punteggio     |
| 1. | 15 novembre 2015 | Scottsdale Women's Challenger, Scottsdale | Cemento    | Viktorija Golubic    | 6-3, 4-6, 6-2 |

#### Sconfitte (5)
| Torneo $100.000 (0) |
| Torneo $80.000 (0)  |
| Torneo $75.000 (0)  |
| Torneo $60.000 (0)  |
| Torneo $50.000 (2)  |
| Torneo $25.000 (2)  |
| Torneo $15.000 (1)  |
| Torneo $10.000 (0)  |

| N. | Data            | Torneo                                      | Superficie  | Avversaria in finale | Punteggio        |
| 1. | 15 luglio 2012  | Yakima Regional Hospital Challenger, Yakima | Cemento     | Shelby Rogers        | 4-6, 7-6(3), 3-6 |
| 2. | 18 gennaio 2015 | Plantation Open, Plantation                 | Terra verde | Sachia Vickery       | 3-6, 1-6         |
| 3. | 17 maggio 2015  | Raleigh Women's Challenger, Raleigh         | Terra verde | Julia Boserup        | 3-6, 2-6         |
| 4. | 2 agosto 2015   | Lexington Challenger, Lexington             | Cemento     | Nao Hibino           | 2-6, 1-6         |
| 5. | 13 marzo 2022   | Naples Women's, Naples                      | Terra verde | Madison Sieg         | 2-6, 0-1 rit.    |

### Doppio

#### Vittorie (5)
| Torneo $100.000 (0) |
| Torneo $80.000 (0)  |
| Torneo $75.000 (0)  |
| Torneo $60.000 (0)  |
| Torneo $50.000 (1)  |
| Torneo $25.000 (4)  |
| Torneo $15.000 (0)  |
| Torneo $10.000 (0)  |

| N. | Data             | Torneo                                                     | Superficie | Compagna       | Avversarie in finale          | Punteggio         |
| 1. | 15 luglio 2012   | Yakima Regional Hospital Challenger, Yakima                | Cemento    | Madison Keys   | Xu Yifan Zhou Yimiao          | 6–3, 2–6, [12–10] |
| 2. | 23 febbraio 2013 | City Of Surprise Women's Open, Surprise                    | Cemento    | Sachia Vickery | Emily Harman Xu Yifan         | 6–3, 3–6, [10-7]  |
| 3. | 15 febbraio 2014 | Del Mar Financial Partners Inc. Open, Rancho Santa Fe      | Cemento    | Xu Yifan       | Danielle Lao Keri Wong        | 3-6, 6-2, [12–10] |
| 4. | 28 febbraio 2015 | Del Mar Financial Partners Inc. Open, Rancho Santa Fe      | Cemento    | Asia Muhammad  | İpek Soylu Nina Stojanović    | 6-0, 6-3          |
| 5. | 28 giugno 2015   | Southern Lifestyle Development Tennis Classic, Baton Rouge | Cemento    | Emily Harman   | Storm Sanders Chanel Simmonds | 7-6(4), 6-1       |

#### Sconfitte (3)
| Torneo $100.000 (0) |
| Torneo $80.000 (0)  |
| Torneo $75.000 (0)  |
| Torneo $60.000 (0)  |
| Torneo $50.000 (2)  |
| Torneo $25.000 (1)  |
| Torneo $15.000 (0)  |
| Torneo $10.000 (0)  |

| N. | Data            | Torneo                                       | Superficie | Compagna         | Avversarie in finale                 | Punteggio   |
| 1. | 20 luglio 2014  | Carson Challenger, Carson                    | Cemento    | Sachia Vickery   | Michaëlla Krajicek Olivia Rogowska   | 6(4)–7, 1–6 |
| 2. | 6 novembre 2016 | CopperWynd Pro Women's Challenge, Scottsdale | Cemento    | Melanie Oudin    | Ingrid Neel Taylor Townsend          | 4-6, 3-6    |
| 3. | 15 ottobre 2022 | McLeod for Health Florence Open, Florence    | Cemento    | Clervie Ngounoue | Allura Zamarripa Maribella Zamarripa | 3-6, 4-6    |

## Grand Slam Junior

### Singolare

#### Vittorie (1)
| Tornei del Grande Slam  |
| ----------------------- |
| Australian Open (0)     |
| Open di Francia (0)     |
| Torneo di Wimbledon (0) |
| US Open (1)             |

| N. | Data             | Torneo            | Superficie | Avversario in finale | Punteggio |
| 1. | 8 settembre 2012 | US Open, New York | Cemento    | Anett Kontaveit      | 7-5, 6-3  |

## Risultati in progressione
| Sigla | Risultato               |
| ----- | ----------------------- |
| V     | Vincitore               |
| F     | Finalista               |
| SF    | Semifinalista           |
| O     | Oro olimpico            |
| A     | Argento olimpico        |
| SF    | Bronzo olimpico         |
| QF    | Quarti di Finale        |
| 4T    | Quarto turno            |
| 3T    | Terzo turno             |
| 2T    | Secondo turno           |
| 1T    | Primo turno             |
| RR    | Round Robin             |
| LQ    | Turno di qualificazione |
| A     | Assente                 |
| ND    | Non disputato           |

| Legenda superfici    |
| -------------------- |
| Cemento              |
| Terra battuta        |
| Erba                 |
| Superficie variabile |

### Singolare nei tornei del Grande Slam
| Torneo          | 2011 | 2012 | 2013 | 2014 |
| --------------- | ---- | ---- | ---- | ---- |
| Australian Open | A    | A    | A    | A    |
| Open di Francia | A    | A    | A    | A    |
| Wimbledon       | A    | A    | A    | A    |
| US Open         | A    | 1T   | A    | A    |

### Doppio nei tornei del Grande Slam
| Torneo          | 2011 | 2012 | 2013 | 2014 |
| --------------- | ---- | ---- | ---- | ---- |
| Australian Open | A    | A    | A    | A    |
| Open di Francia | A    | A    | A    | A    |
| Wimbledon       | A    | A    | A    | A    |
| US Open         | 1T   | 1T   | A    | 1T   |

### Doppio misto nei tornei del Grande Slam
| Torneo          | 2011 | 2012 | 2013 | 2014 |
| --------------- | ---- | ---- | ---- | ---- |
| Australian Open | A    | A    | A    | A    |
| Open di Francia | A    | A    | A    | A    |
| Wimbledon       | A    | A    | A    | A    |
| US Open         | A    | 1T   | A    | A    |